# Boris Hagelin

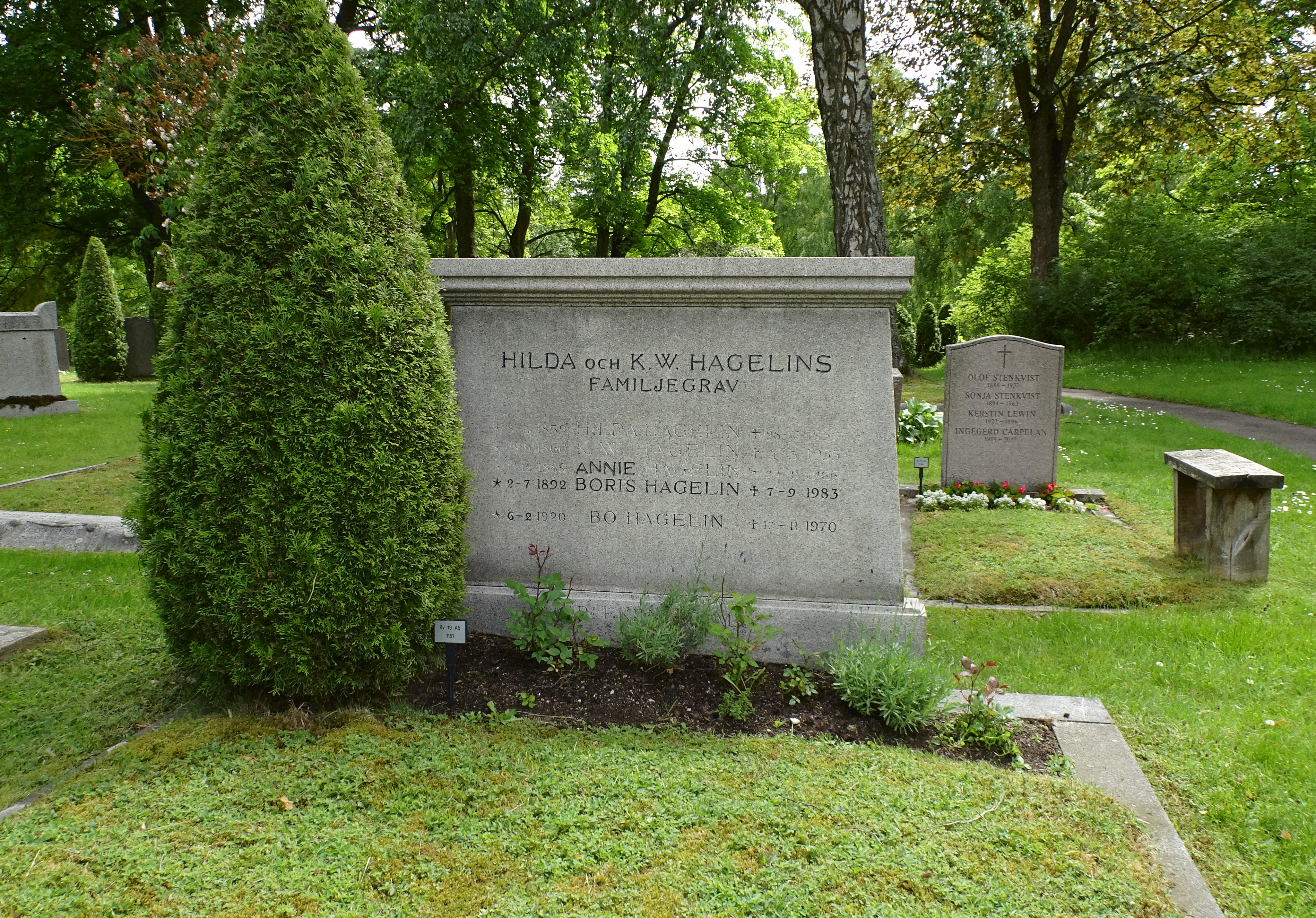
Hagelins familjegrav.

Boris Cæsar Wilhelm Hagelin, född 2 juli 1892 i Hadschikent i Kejsardömet Ryssland (nuvarande Azerbajdzjan), död 7 september 1983, var en svensk företagare och uppfinnare av krypteringsmaskiner.

## Biografi
Boris Hagelin föddes i Hadschikent (ryska: Аджикенд: Adzjikend) utanför Jelizavetpol i guvernementet Jelizavetpol i Kejsardömet Ryssland (nu Hacıkänd, en stadsdel i Ganja i Azerbajdzjan) som son till svenska föräldrar, med anledning av att hans far, ingenjör Karl Wilhelm Hagelin, arbetade för Nobelföretaget Branobel i Baku. Boris Hagelin gick i skola på Lundsberg, tog studentexamen 1910 och studerade därefter maskinteknik vid Kungliga Tekniska högskolan, där han tog examen 1914. Hagelin var därefter anställd vid ASEA 1915–1920 och vid Standard Oil Co. of New Jersey i New York 1921.
Fadern Karl Wilhelm Hagelin, som återvände till Sverige efter ryska revolutionen 1917, var delägare i Arvid Damms företag AB Cryptograph, som hade bildats för att marknadsföra kryptografiska rotormaskiner baserade på Damms patent från 1919. Boris Hagelin placerades 1922 i företaget för att bevaka familjens investeringar. År 1925 tog Hagelin över ledningen av företaget (efter att Damm flyttat till Paris), som 1932 omorganiserades som AB Ingeniörsfirman Teknik (efter att Emanuel Nobels ättlingar inte längre ville vara delägare efter dennes död 1932) och 1940 bytte namn till AB Cryptoteknik. Företaget fanns vid denna tid på Luntmakargatan 14 i Stockholm. Hagelins maskiner hade vid denna tid konkurrens av Arthur Scherbius Enigmamaskin men sålde bättre.
Vid andra världskrigets utbrott flyttade Hagelin från Sverige till Schweiz via Tyskland, och medförde ritningar för företagets senaste kryptomaskin. Väl i Schweiz återetablerade han sin verksamhet där i form av Crypto AG, som Hagelin bildade 1952 med verksamheten förlagd i Zug. Konstruktionen var liten, billig och hade en medelhög säkerhetsnivå, och Hagelin lyckades övertyga USA:s militär att anamma den. Tiotusentals maskiner såldes, och Hagelin blev tack vare detta miljardär. Enligt hans svåger Sixten Svensson skulle samarbetet ha sträckt sig mycket längre än så, apparaterna skulle ha utformats så att amerikanska NSA skulle ha fått fri tillgång till innehållet i andra länders kryptotrafik. Crypto AG lades till slut ned och styckades så sent som år 2018, varvid firmanamnet och vissa andra tillgångar köptes av svenska intressenter.
Boris Hagelin är begravd i familjegraven på Norra begravningsplatsen i Solna.